# 퀴르트 주마
퀴르트 아피 주마(Kurt Happy Zouma, 1994년 10월 27일, 프랑스 리옹 ~)는 프랑스의 축구 선수이다. 현재 소속팀은 알오루바이다. 중앙아프리카 공화국 계통이다.

## 기록

### 대회 기록
AS 생테티엔
- 쿠프 드 라 리그 : 2012-13

첼시 FC
- 프리미어리그 : 2014-15
- EFL컵 : 2014-15
- UEFA 챔피언스리그 : 2020-21
- UEFA 슈퍼컵 : 2021